# Francisco Xavier
Francisco de Jasso y Azpilicueta, conhecido como Francisco Xavier (Xavier, 7 de abril de 1506 – Sanchoão, 3 de dezembro de 1552), foi um missionário católico navarro, pioneiro e cofundador da Companhia de Jesus. A Igreja Católica Romana considera que tenha convertido mais pessoas ao Cristianismo do que qualquer outro missionário desde São Paulo, merecendo o epíteto de "Apóstolo do Oriente". Exerceu a sua atividade missionária no Oriente, especialmente na Índia Portuguesa e no Japão. É o padroeiro dos missionários, da Diocese de Registro, também um dos padroeiros da Diocese de Macau e é copatrono de Navarra juntamente com São Firmino de Amiens.
Foi beatificado, com o nome Francisco de Xavier pelo Papa Paulo V a 25 de outubro de 1619 e canonizado pelo Papa Gregório XV a 12 de março de 1622, em simultâneo com Inácio de Loyola. Em 14 de dezembro de 1927 o Papa Pio XI proclamou Francisco Xavier, juntamente com Santa Teresinha do Menino Jesus, padroeiro universal das missões. O seu dia festivo é 3 de dezembro.

## Infância, juventude e início da vida religiosa

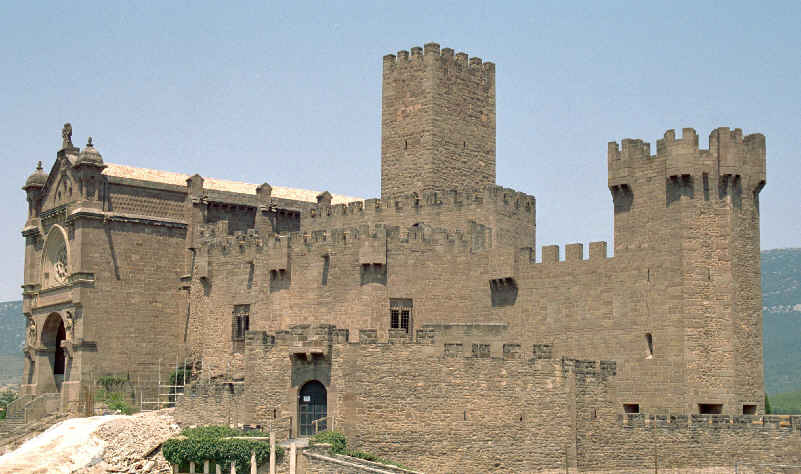
O castelo da família em Xavier, província de Navarra, mais tarde adquirido e recuperado pela Companhia de Jesus

Francisco de Jasso Azpilicueta Atondo y Aznárez nasceu no castelo da família em Xavier, no Reino de Navarra, a 7 de abril de 1506, segundo o registo mantido pela sua família. Filho de famílias aristocráticas navarras, era o filho mais novo de Juan de Jasso (ministro de Finanças da corte do Rei João III de Navarra) e de María Azpilcueta y Aznárez, senhora dos palácios e vilas de Azpilcueta e de Xavier, única herdeira de duas famílias nobres bascas de Navarra. O seu nome é correctamente escrito Francisco de Xavier e não Francisco Xavier, já que Xavier provém do nome da terra da qual a família é originária. Nem Francisco Javier, já que essa é a grafia castelhana. Além disso, Francisco de Xavier desempenhou o seu apostolado em território português e essa é a pronúncia portuguesa da mesma palavra.
Em 1512, tropas castelhanas e aragonesas, comandadas por Fadrique Álvarez de Toledo, 2.º Duque de Alba, atacam o Reino de Navarra. A família de Francisco está do lado da resistência ao invasor estrangeiro, mas a conquista consolida-se em 1515, quando Francisco tem oito anos. Depois de uma tentativa de reconquista franco-navarra em 1516, na qual os irmãos de Francisco tomam parte, a muralha, os portões e duas torres do castelo da família são destruídos, assim como o fosso que é tapado, a altura da torre de mensagem reduzida para metade e as propriedades da família confiscadas.  Só a residência da família dentro do castelo é poupada. Os irmãos de Francisco são encarcerados nas masmorras e condenados à morte, tendo no entanto obtido uma anistia e sido libertados.
Durante muito deste período conturbado, Francisco não se encontrava em casa. O pai de Francisco morrera quando este tinha apenas nove anos e sua mãe, querendo que o filho estudasse, procurara enviá-lo para a universidade. No entanto, apesar das boas universidades castelhanas, como a de Salamanca e a de Alcalá, a mãe de Francisco não desejara naturalmente instruí-lo nas escolas do invasor, pelo que, aos catorze anos, o enviara para o Colégio de Santa Bárbara, em Paris, dirigido pelo português Diogo de Gouveia.

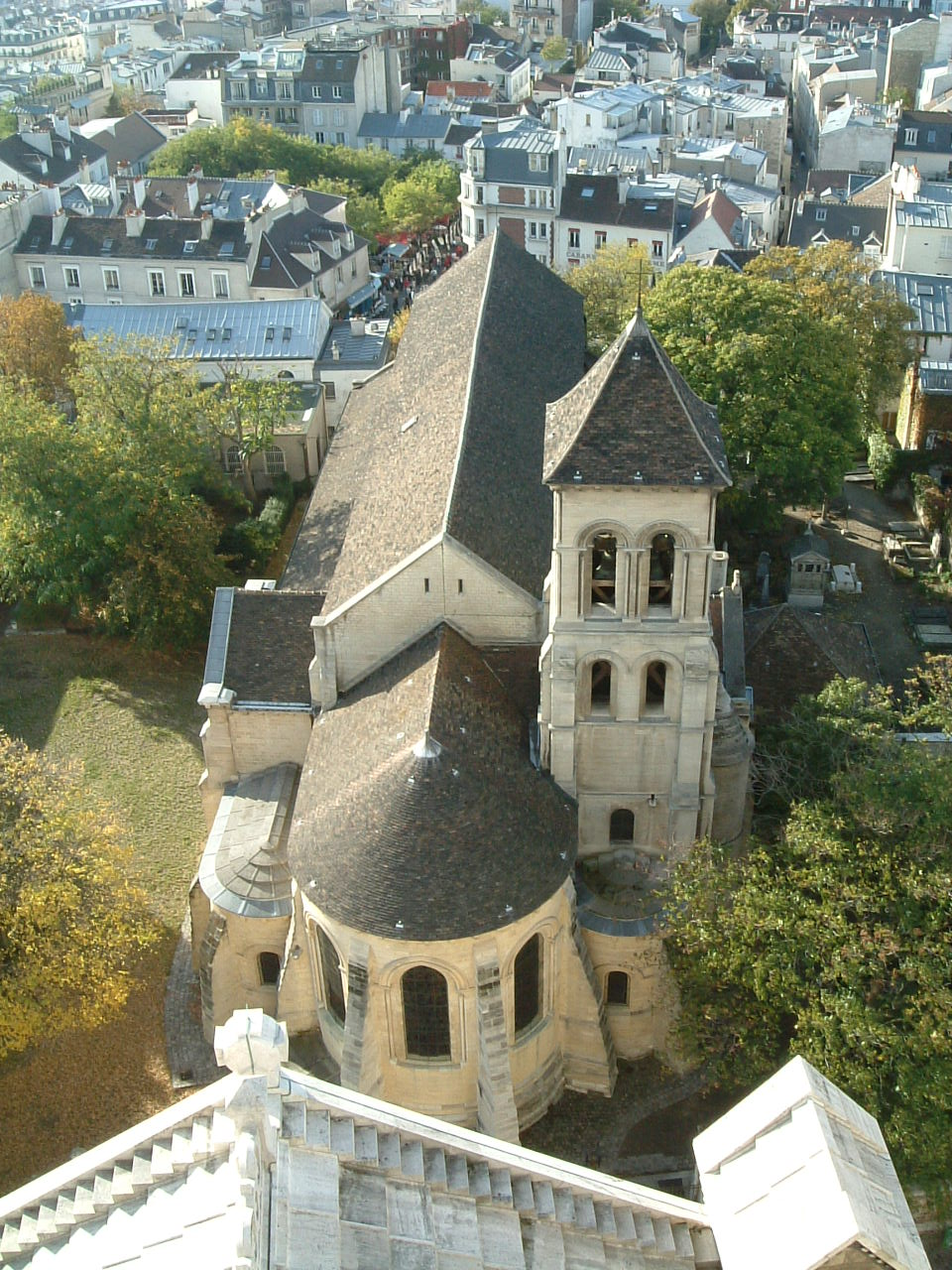
Capela de Saint-Denis, em Montmartre, Paris

No Colégio de Santa Bárbara, Francisco de Xavier foi preparado para prestar provas de admissão à universidade, completando estudos em filosofia, literatura e humanidades. É ainda aqui, que aprende a dominar as línguas francesa, italiana e alemã. É lá que vive todo o período que passa em Paris, primeiro como aluno e mais tarde como professor de filosofia do Colégio de Beauvais. Consta que terá feito grande sucesso entre os colegas por ser um rapaz muito inteligente, de espírito vivo e conversa fácil, bem constituído e bonito. Há relatos de que numa competição entre estudantes na ilha do rio Sena ter-se-á consagrado como campeão do salto em altura.
É neste período que conhece Inácio de Loyola, que sonhava formar uma companhia de apóstolos para a defesa e propagação do cristianismo no mundo.  No início a relação entre Inácio e Francisco Xavier não era nada fácil, pois os dois tinham objetivos antagônicos mas Inácio convenceu Francisco Xavier com a seguinte frase: "De que vale a um homem ganhar o mundo inteiro se perder sua alma?" (Mc 8, 36), que Francisco Xavier adotou como lema. Francisco Xavier aceita participar de exercícios espirituais orientados por Inácio e depois torna-se um dos cofundadores da Companhia de Jesus.
No dia 15 de agosto de 1534, Inácio de Loyola, junto com Francisco Xavier, Pedro Fabro, Alfonso Salmeron, Diego Laynez, Nicolau Bobedilla e Simão Rodrigues, fizeram votos de castidade e pobreza na Capela de Saint-Denis, em Montmartre, Paris, colocando-se à disposição do papa, para serem enviados aonde houver maior necessidade, e desse modo estavam fundando, ainda sem saber, a Companhia de Jesus, congregação religiosa destinada ao ensino, à conversão e à caridade.
Enquanto anseia o reconhecimento do papa, que só acontecerá em 1541, o grupo parte para Veneza com o objectivo de alcançar a Terra Santa. É aí, a 24 de junho de 1537, que Francisco de Xavier é ordenado padre. Não chegando a pisar a Terra Santa em virtude da guerra entre venezianos e turcos, o grupo parte para Roma, onde Francisco serve por um breve período.

## Missionário do padroado português

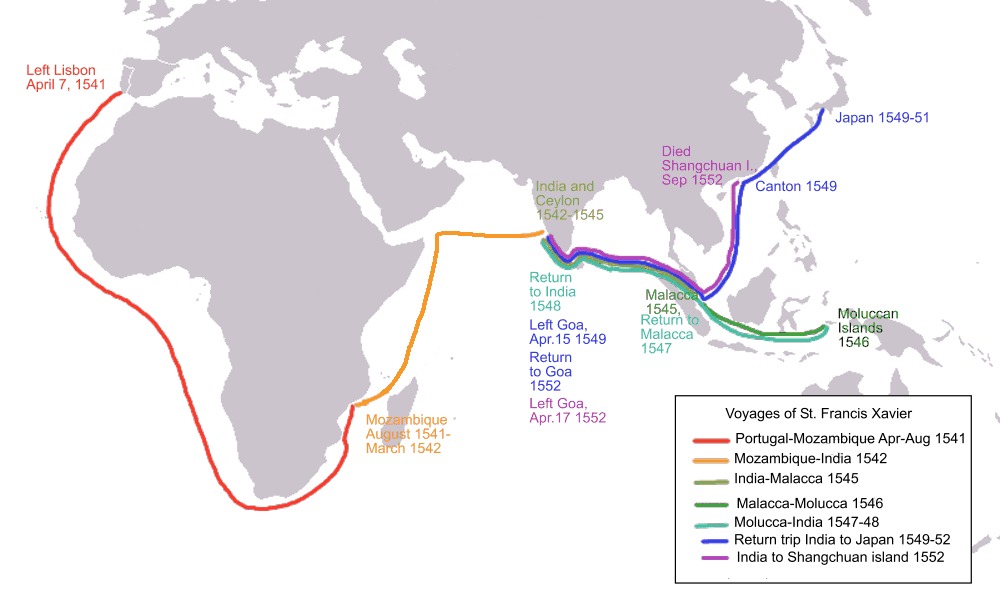
Viagens de São Francisco Xavier na Ásia

Em Roma, Francisco de Xavier sente-se muito abalado pela conquista do Reino de Navarra pelo Reino de Castela. É nessa altura que o rei de Portugal D. João III, por intermédio do seu embaixador Pedro Mascarenhas, faz sucessivos apelos ao Papa Paulo III para que este lhe envie missionários para espalhar a fé cristã pelos territórios descobertos pelos portugueses. Dom João III é aconselhado entusiasticamente pelo director do Colégio de Santa Bárbara, Diogo de Gouveia, a chamar para os Reino de Portugal os jovens cultos e inteligentes da Companhia de Jesus e pede assim ao embaixador de Portugal em Roma que sonde o grupo. Inácio de Loyola escolhe Simão Rodrigues e Nicolau Bobadilla para essa missão, mas Bobadilla fica doente e Francisco é nomeado seu substituto, e chega a Portugal em 1540.
Francisco de Xavier parte de Lisboa para a Índia no ano seguinte, a 7 de abril, acompanhado de outros dois jesuítas, Francisco de Mansila e Paulo Camarate. Partem a bordo da nau S. Diogo, a nau capitânia das cinco naus da frota comandada por Martim Afonso de Sousa, que ia tomar posse do cargo de governador na Índia.
Em agosto ancoraram junto da ilha de Moçambique. Devido a enorme quantidade de doentes de escorbuto na frota, que impediram a continuação regular da viagem, as naus permaneceram ali durante seis meses. Francisco dedicou o seu tempo ao auxílio e tratamento dos doentes. Tendo-se feito de novo ao mar, a nau voltou a aportar em Melinde. Aí, Francisco de Xavier conseguiu de imediato converter alguns africanos, e desejou por força lá permanecer, ao que não foi autorizado por Martim Afonso de Sousa, por essa decisão ser contrária às instruções do Rei.

A nau Santiago ancorou em Goa, a então capital do Estado Português da Índia, a 6 de maio de 1542.

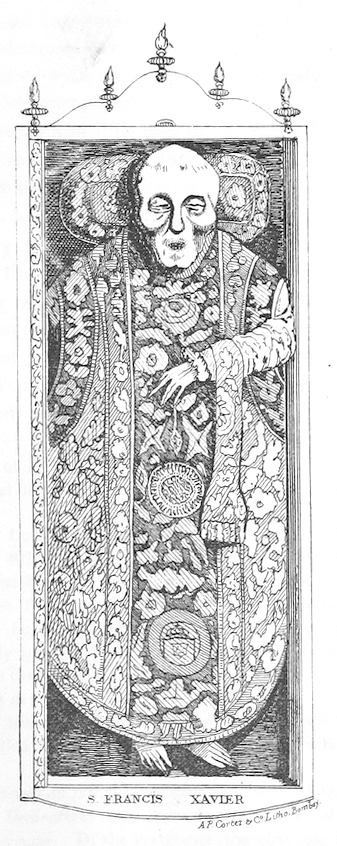
Francisco Xavier em Goa

### Goa
Sabe-se, através das cartas a Inácio de Loyola, que as primeiras impressões de Francisco Xavier sobre Goa foram muito favoráveis, tendo ficado entusiasmado com a quantidade de indianos que falavam português, com a quantidade de igrejas e de convertidos.  No entanto, à medida que foi conhecendo melhor a cidade, apercebeu-se de que muitos dos convertidos praticavam ainda paralelamente cultos hindus e que muitos portugueses davam também eles mau exemplo, defendendo as virtudes cristãs mas não as praticando. Estrategicamente, decidiu assim dedicar-se numa primeira fase a reencaminhar os portugueses para a verdadeira fé, tendo só posteriormente iniciado o seu trabalho de conversão.
Quando iniciou as conversões, dedicou-se primeiramente às crianças e só depois aos adultos. Todo o tempo que lhe sobrava era dedicado a visitar as prisões, a tratar dos doentes no Hospital Real e dos leprosos no Hospital de São Lázaro. É aí que começa a escrever um catecismo que veio a ser traduzido para várias línguas asiáticas.

### Primeira missão
A 20 de setembro de 1543, parte na sua primeira acção missionária para a costa a que os portugueses chamavam “Costa de Pescaria”, na costa este do Sul da Índia, a norte do Cabo Comorim, território dos paravás. Nesta região, a prática da pesca era muito popular, prática essa que não era bem encarada pela religião hindu, que reprova a morte de animais. Os pescadores da região foram, portanto, muito receptivos à religião cristã, que não os criticava pela profissão que levavam, usava um peixe como um dos seus símbolos e cujos primeiros apóstolos eram pescadores de peixe tornados “pescadores de homens”.
Ficou a viver numa gruta nas rochas junto ao mar em Manapad, catequizando as crianças paravás intensivamente durante três meses em 1544. Concentrou-se então em converter o rei de Travancore ao Cristianismo, tendo visitando também o Ceilão (actual Sri Lanka). Insatisfeito com os resultados da sua actividade, partiu ainda mais para oriente em 1545, planejando uma viagem missionária a Macáçar, na ilha de Celebes (actual Indonésia). Francisco levou alguns destes paravás consigo até Goa, onde os pôs a estudar no seminário, tendo-se eles tornado por sua vez missionários.
Sendo o primeiro jesuíta na Índia, S. Francisco utilizou de métodos não ortodoxos; não tentou realizar uma conversão gradual, mas imediata, e não focou seus primeiros esforços na conversão das classes superiores (apesar de ter tido algum contato com elas), concentrando-se na conversão das classes mais baixas primeiro.

### Malaca

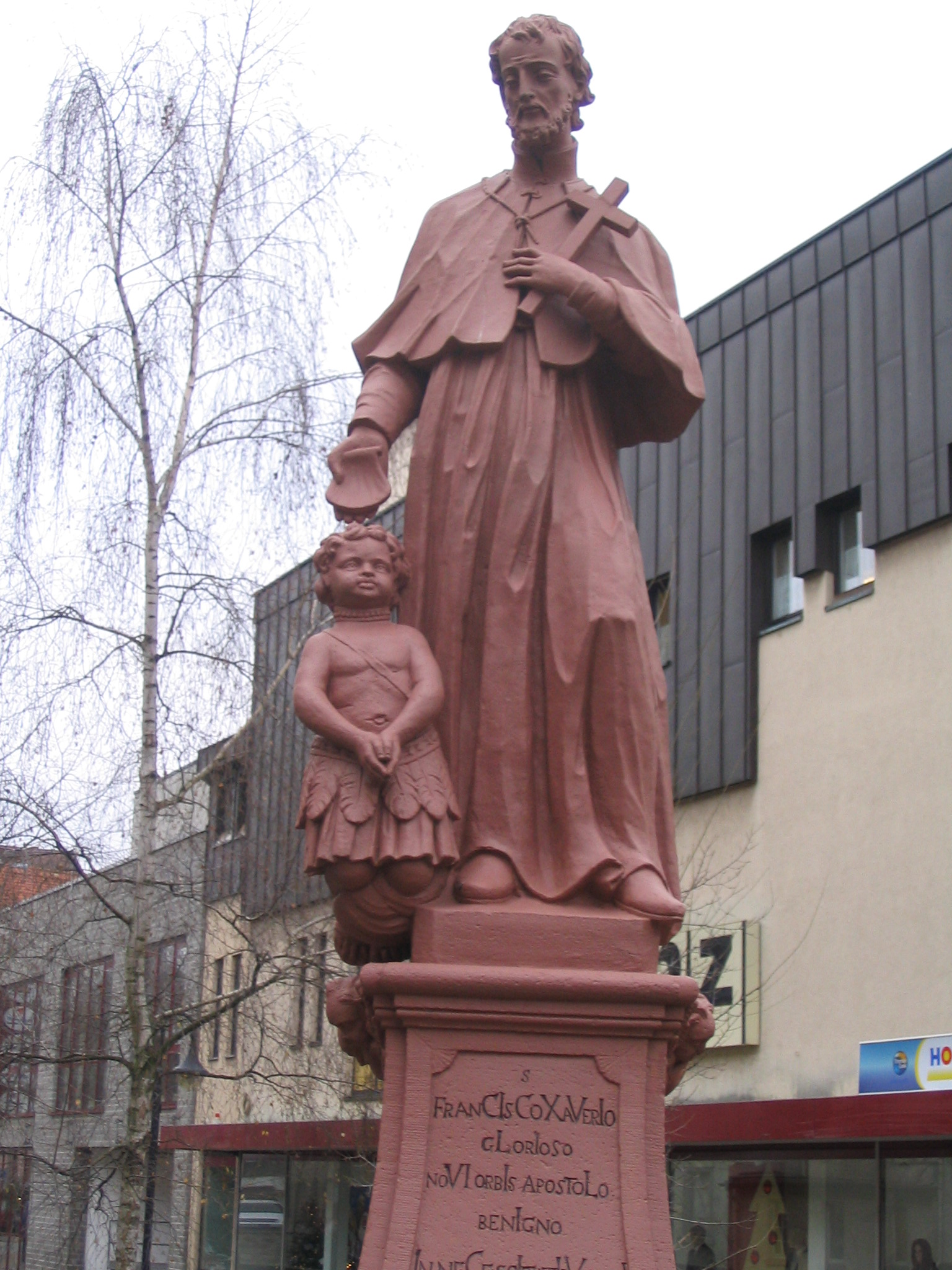
Estátua de São Francisco Xavier em Mittelbrücke Bensheim, Alemanha

Em outubro, aportou na também portuguesa Malaca. Tendo sido forçado a esperar três meses por um barco para Macáçar, desistiu desse objectivo e partiu de Malaca a 1 de janeiro de 1546 para as ilhas de Amboina, onde permaneceu até meados de junho.
Visitou, depois, outras das ilhas Molucas, incluindo Ternate e Morotai. Pouco depois da Páscoa de 1546, regressou às ilhas de Amboina e, posteriormente, a Malaca. Nesse período, frustrado pelas elites de Goa, São Francisco escreve ao Rei Dom João III de Portugal pedindo que fosse instalada em Goa uma Inquisição. Esta Inquisição, à qual o rei se mostrou resistente, como se mostrara à sua presença em Lisboa, viria a ser instalada só oito anos após a morte de Francisco de Xavier.
O trabalho de Francisco de Xavier inaugurou mudanças permanentes nas ilhas que configuram a Indonésia Oriental, tendo-se tornado conhecido como o “Apóstolo das Índias” quando, entre 1546 e 1547, trabalhou nas ilhas Molucas, cavando os alicerces para uma missão permanente. Baptizou milhares de pessoas. Depois de partir desta região, o seu trabalho foi continuado por outros, sendo que na década de 1590 já havia entre 50 e 60 mil católicos na região, sobretudo nas ilhas de Amboina.

Em dezembro de 1547, em Malaca, Francisco de Xavier conhece o aventureiro e futuro escritor Fernão Mendes Pinto, que regressava do Japão e trazia consigo um nobre japonês de nome Angiró, natural de Cagoxima. Angiró ouvira falar de Francisco em 1545 e viajara de Cagoxima para Málaca com o propósito de o conhecer. Angiró tinha sido acusado de assassínio e fugira do Japão. Abriu o seu coração a Francisco, confessando-lhe a vida que levara até ali, mas também os costumes e cultura da sua amada terra natal. Angiró é baptizado por Francisco Xavier e adopta o nome português de Paulo de Santa Fé. Angiró era samurai e, como tal, tornar-se-ia um valiosíssimo mediador e tradutor para uma missão ao Japão que assim se tornava cada vez mais próxima da realidade.

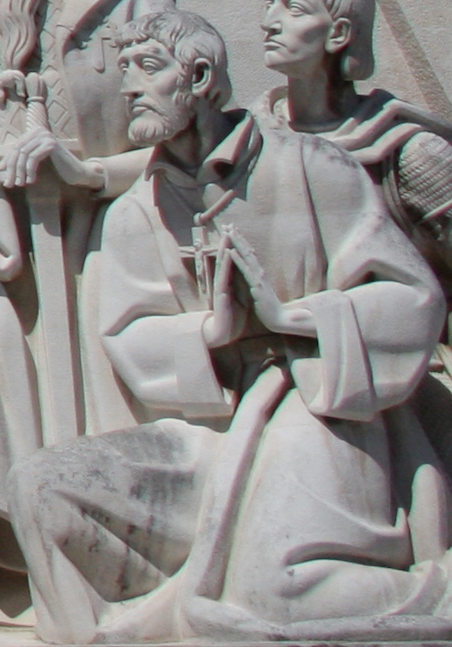
Efígie de São Francisco Xavier no Padrão dos Descobrimentos, em Lisboa, Portugal

“Perguntei a Angiró se os japoneses se tornariam cristãos se eu fosse com ele ao seu país e ele respondeu-me que eles não o fariam imediatamente, mas que primeiro me fariam muitas perguntas para saberem o que eu sabia. Acima de tudo, que eles quereriam saber se a minha vida corresponderia ao meu ensinamento”.

### Regresso à Índia
Regressado à Índia em janeiro de 1548, passa os quinze meses seguintes com variadas viagens e tomando medidas administrativas na Índia. Devido ao que considerou um estilo de vida não cristão por parte de muitos portugueses, que lhe impedia o trabalho missionário, viajou para o sudeste. Partiu de Goa a 15 de abril de 1549, parou em Málaca e visitou Cantão, na China. Foi acompanhado por Angiró, pelo padre Cosme de Torres, pelo irmão João Fernandes e por outros dois homens japoneses que estudaram em Goa para servirem de intérpretes.  Levou também consigo inúmeros presentes para o “rei do Japão”, já que tencionava apresentar-se perante ele como representante da cristandade.

### Japão
Alcançaram o Japão a 27 de julho de 1549, mas só a 15 de agosto é que foram autorizados a aportar em Kagoshima, o principal porto da província de Satsuma, na ilha de Kiushu.  Foi recebido amigavelmente e ficou hospedado pela família de Angiró até outubro de 1550. Entre outubro e dezembro desse ano, residiu em Yamaguchi. Pouco antes do Natal, partiu para Quioto, mas não conseguiu autorização para visitar o imperador. Regressou a Yamaguchi em março de 1551, onde o daimio daquela província o autorizou a pregar. Contudo, faltando-lhe a fluência na língua japonesa, teve de se limitar a ler alto a tradução do catecismo feita com Angiró.
Francisco teve um forte impacto no Japão, tendo sido o primeiro jesuíta a lá ir em missão. Levou com ele pinturas da Virgem Maria e da Virgem com Jesus. Estas pinturas ajudaram-no a explicar o Cristianismo aos japoneses, já que a barreira de comunicação era enorme, visto o japonês ser uma língua diferente de todas as que os missionários tinham até aí encontrado.
Os japoneses não se revelaram pessoas facilmente conversíveis. Muitos eram já budistas. Francisco Xavier teve dificuldade em explicar-lhes um conceito de Deus segundo o qual Deus criara tudo o que existe. Aos seus olhos, Deus seria então responsável também pelo Mal e pelo pecado, algo que era para eles uma acção incompreensível da parte de Deus. O conceito de Inferno foi também difícil de explicar, pois os japoneses não aguentavam a concepção de que os seus antepassados podiam estar num Inferno eterno do qual era impossível libertá-los.  Apesar das diferenças religiosas, Francisco de Xavier terá sentido que os japoneses eram um povo bom, como os povos europeus, e que por isso poderiam ser convertidos.
Xavier foi bem acolhido pelos monges da escola de Shingon, por ter usado a palavra “Dainichi” para descrever o Deus Cristão. Depois de ter aprendido mais sobre as nuances da palavra, Francisco passou a usar a palavra “Deusu”, da palavra latina e portuguesa “Deus”. Foi nesse momento que os monges se aperceberam que ele pregava uma religião rival. No entanto, Francisco sempre respeitou o povo que o acolheu, tendo aprendido japonês, deixado de comer carne e peixe, e cumprimentava os senhores com vénias profundas, tendo chegado em algumas circunstâncias a vestir-se com trajes japoneses, tudo para ser melhor aceite.
Com a passagem do tempo, a missão de Francisco Xavier no Japão pôde ser considerada muito frutuosa, tendo conseguido estabelecer congregações em Hirado, Yamaguchi e Bungo. Xavier continuou a trabalhar durante mais de dois anos no Japão, tendo escrito um livro em japonês sobre a criação do mundo e a vida de Cristo, até a chegada dos jesuítas que o vieram suceder, cujo estabelecimento supervisionou.

### De novo na Índia

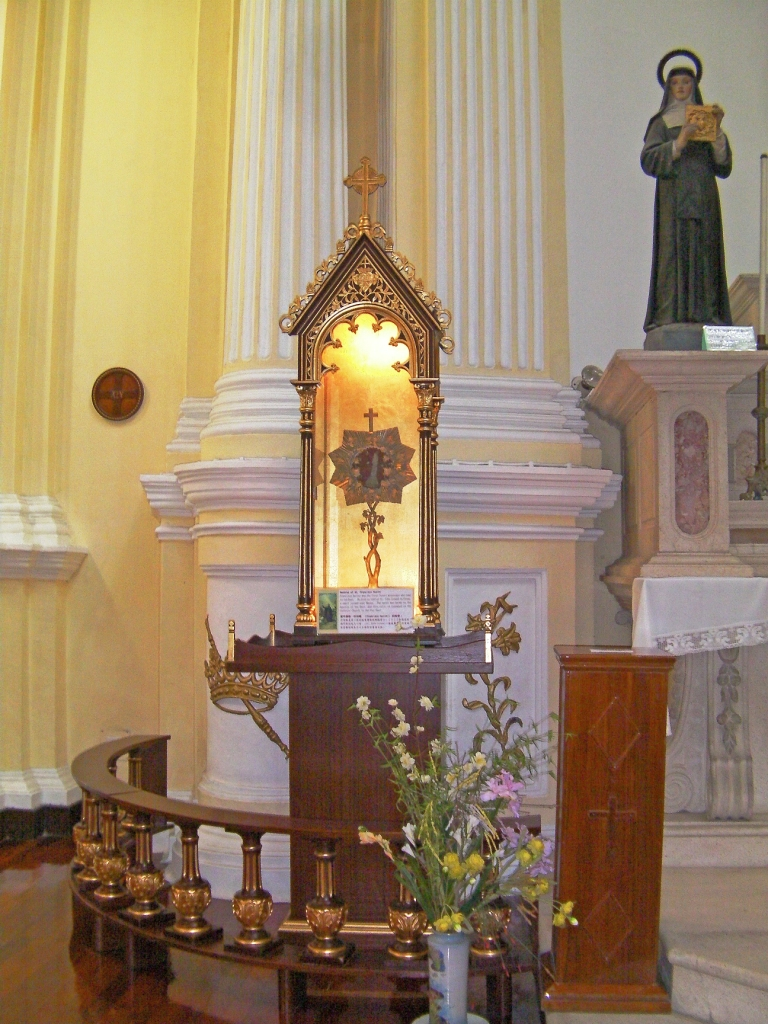
Úmero de São Francisco Xavier na Igreja de São José (Macau)

É aí que decide regressar à Índia. Nessa viagem, uma tempestade força-o a parar numa ilha perto de Cantão, na China, onde já estivera. Encontra assim o rico mercador Diogo Pereira, um velho amigo de Cochim, que lhe mostra uma carta proveniente de portugueses mantidos prisioneiros em Cantão, pedindo um embaixador português que intercedesse a seu favor junto do Imperador.
Mais tarde durante a viagem, para de novo em Malaca em 27 de dezembro de 1551 e estava de volta a Goa em janeiro de 1552.
Em 17 de abril parte com Diogo Pereira a bordo da nau Santa Cruz, a caminho da China. Apresenta-se como representante da cristandade e Pereira como embaixador do Rei de Portugal. É pouco depois que se apercebe que se esquecera das suas certidões que o confirmavam como representante da Igreja Católica na Ásia.  De novo em Malaca, é confrontado pelo Capitão Álvaro de Ataíde da Gama que tinha agora controlo total do porto e se recusa a reconhecê-lo como representante da Igreja Católica e que exige a Pereira que resigne ao seu título de embaixador. O Capitão nomeia então uma nova tripulação para a nau e ordena que os presentes para o Imperador sejam deixados em Malaca.
De volta a Goa, Xavier não baixou os braços, ocupando-se em enviar para várias regiões da Índia os muitos grupos de novos jesuítas recém-chegados à Índia, com o objectivo de fundarem missões. Ocupou-se também com a direcção do Colégio de São Paulo em Goa, que formava catequistas e padres asiáticos, promovendo ainda a tradução de livros religiosos para as línguas locais.
Apesar da intensa actividade, Francisco Xavier acalentava o sonho de ir missionar na China, onde era proibida a entrada de estrangeiros. Parte a 14 de abril de 1552, convencido de que conseguiria infiltrar-se secretamente e cativar chineses para o cristianismo. Desembarcou na ilha de Sanchoão e, quando se encontrava em negociações com um mercador chinês que prometera levá-lo consigo, foi atacado por febres violentas.

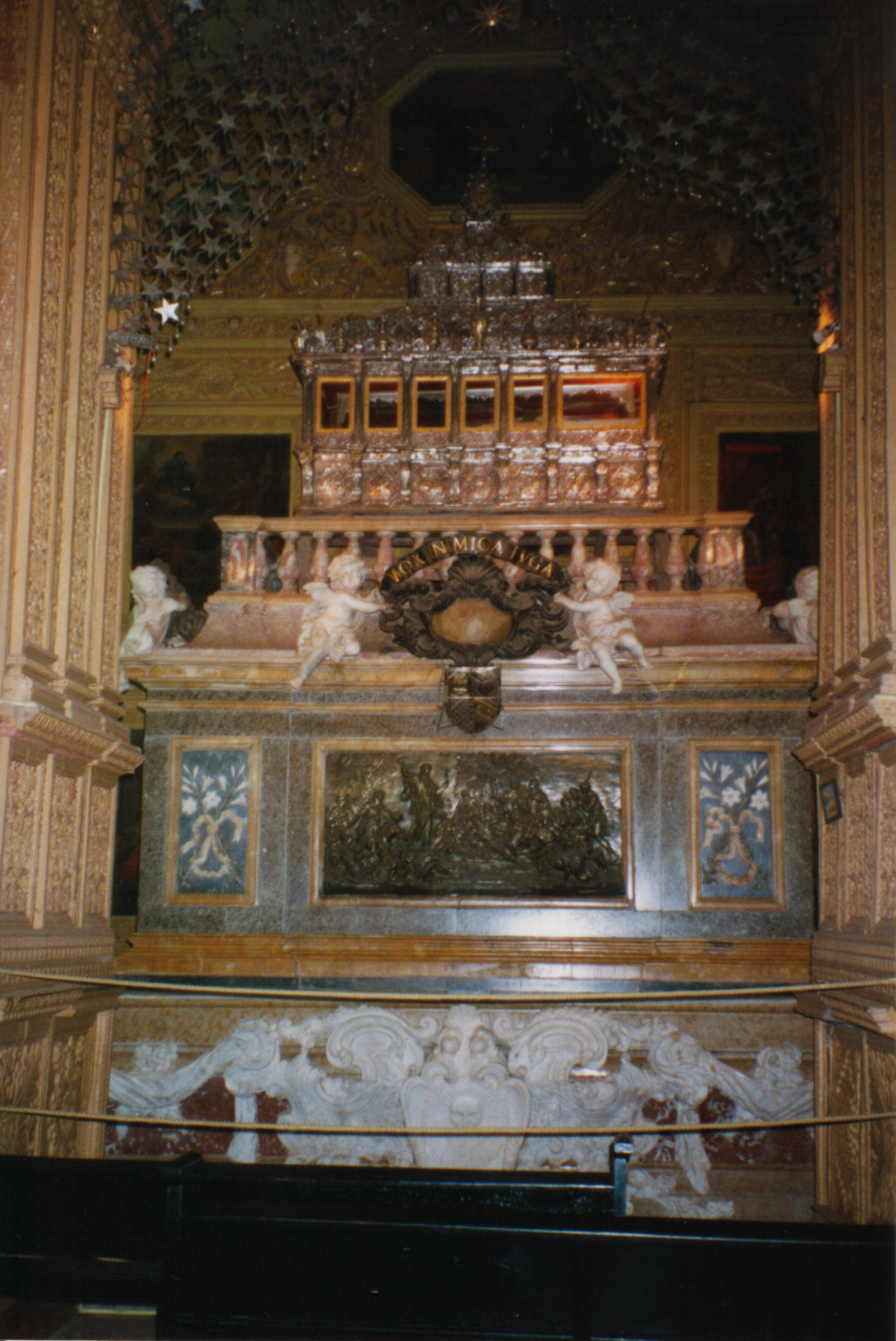
Caixão de São Francisco Xavier na Basílica do Bom Jesus de Goa

## Morte
São Francisco Xavier morreu em 3 de dezembro de 1552, numa humilde esteira de vimes, abraçado ao crucifixo que o velho amigo Inácio de Loyola, um dia, lhe tinha oferecido.
Foi primeiramente sepultado em Sanchoão, mas, em fevereiro de 1553, os seus restos mortais, encontrados incorruptos, foram transportados da ilha e, temporariamente, sepultados na Igreja de São Paulo em Malaca. Uma campa aberta na igreja mostra ainda hoje o lugar onde São Francisco Xavier esteve sepultado. Depois de 15 de abril de 1553, Diogo Pereira vem de Goa, remove o corpo de Xavier e, a 11 de dezembro desse ano, o corpo de Xavier é levado para Goa. O seu corpo está hoje na Basílica do Bom Jesus de Goa, onde foi colocado numa caixa de vidro e prata, a 2 de dezembro de 1637, e se tornou lugar de peregrinação.
Um osso do úmero direito de Xavier foi levado para Macau, onde é mantido num relicário de prata. Esta relíquia destinava-se ao Japão, mas a perseguição religiosa na região levou a que fosse mantida na Igreja da Madre de Deus em Macau, cujas ruínas são actualmente conhecidas como Ruínas de São Paulo. Hoje em dia, é na Igreja de São José, em Macau, que está depositada essa relíquia sagrada de São Francisco Xavier.
Muitas igrejas foram desde então erguidas em honra de Xavier, muitas delas fundadas por jesuítas. Um parente seu, João de Azpilcueta Navarro, foi um famoso missionário jesuíta no Brasil. São Francisco Xavier figura no Padrão dos Descobrimentos, em Lisboa.